# Джон Поупъл
Джон Антъни Поупъл (на английски: John Anthony Pople) е британски теоретичен химик, лауреат на Нобелова награда за химия от 1998 г. заедно с Валтер Кон за разработването на изчислителни методи в квантовата химия.

## Ранен живот и образование
Поупъл е роден на 31 октомври 1925 г. в Бърнам он Сий, Съмърсет. Баща му има бизнес с дрехи, а майка му е библиотекарка. Завършва граматическо училище в Бристол, спечелвайки стипендия за Тринити Колидж през 1943 г. Получава бакалавърска степен през 1945 г. Същата година започва работа в Bristol Aeroplane Company, където остава до 1947 г. След това се завръща в Кеймбриджкия университет и завършва докторантура по математика през 1951 г.

## Научна дейност
Вече доктор, Поупъл става научен сътрудник към Тринити Колидж, а от 1954 г. е назначен за лектор във факултета по математика в Кеймбридж. През 1958 г. се премества в Националната физическа лаборатория на Великобритания близо до Лондон, където оглавява новия отдел по базова физика. През 1964 г. заминава за САЩ, където живее през останалата част от живота си, макар да запазва британското си гражданство. Самият Поупъл се счита повече за математик, отколкото за химик, но теоретичните химици го считат за една от най-значимите фигури в общността си. Започва работа в университета „Карнеги Мелън“ в Питсбърг, Пенсилвания. През 1993 г. се премества в Северозападния университет в Еванстън, където служи като професор до края на живота си.
Научният принос на Поупъл е в четири различни области. Ранните му трудове върху статистическата механика на водата стават стандарт в продължение на много години. Именно на тази тема е и докторската му дисертация в Кеймбридж, върху която работи с Джон Ленард-Джоунс. В ранните дни на ядрено-магнитния резонанс, той изучава теорията и през 1959 г. пише книга по темата. Голям принос има към теорията на приблизителните изчисления на молекулярните орбитали, започвайки с пи-електронните системи (метод на Паризър-Пар-Поупъл). Впоследствие разработва методи за приблизителни изчисления на молекулярните орбитали на триизмерни молекули. През 1970 г. издава книга, в която описва тези методи. Поупъл разработва и по-сложни изчислителни методи за моделиране на вълновата функция. И докато в миналото тези изчисления са били изключително скъпи за извършване, появата на високопроизводителните микропроцесори вече ги е направило много по-осъществими в днешно време. Той работи по създаването на една от най-известните компютърни програми по изчислителна химия – Gaussian. Той въвежда практиката даден метод да се тества стриктно при широк набор от молекули. Все пак, напускането му от проекта Gaussian и последващата забрана на много изтъкнати учени, включително и на него самия, да използват софтуера, поражда значителна полемика сред общността на квантовата химия.
Поупъл е член на Британското кралско научно дружество от 1961 г., лауреат на Нобелова награда за химия от 1998 г.. и носител на рицарския орден на Британската империя от 2003 г.
Умира от рак на черния дроб на 15 март 2004 г. в Чикаго.